# Kleverige aardtong
De kleverige aardtong (Glutinoglossum glutinosum) is een schimmel behorend tot de familie Geoglossaceae.

## Kenmerken

### Uiterlijke kenmerken
De knotsvormige vruchtlichamen hebben een duidelijke zwartachtige kop en een lichter gekleurde (donkerbruin) steel. Ze groeien tot een hoogte van 1,5 tot 5 cm. De kop is tot 0,7 cm lang en varieert in vorm van lontvormig tot smal ellipsvormig tot bijna cilindrisch, en is aan de zijkanten enigszins samengedrukt. De bijna zwarte, ietwat wasachtige kop heeft een verticale groef in het midden. De steel heeft een kleverig, donker grijsbruin oppervlak.

### Microscopische kenmerken
De peervormige of bolvormige uiteinden van de parafysen reiken tot voorbij de asci. De ascosporen zijn glad en cilindrisch, soms met een lichte zwelling in het midden en soms licht gebogen. Ze meten 59–65 × 4–5 µm. De sporen hebben tussen de twee en zeven septa, hoewel drie het meest typisch is bij volwassen exemplaren. De dunwandige asci (sporendragende cellen) zijn cilindrisch tot smal knotsvormig, achtsporig, en zijn typisch 200 tot 265 µm lang en 12 tot 16 µm breed. Ascosporen bezetten ongeveer het bovenste twee derde tot driekwart deel van de ascus, waardoor een hyaliene (transparante) basis overblijft. De parafysen, hyaliene aan de basis en bruin in de bovenste regionen, zijn 4 tot 11 µm breed en langer dan de asci. Cellen aan het einde van de parafysen zijn peervormig (piriform) of bolvormig, bruinachtig en hebben een breedte van 8 tot 10 µm.

## Verspreiding
De kleverige aardtong komt in Nederland vrij algemeen voor. Hij staat niet op de rode lijst en is niet bedreigd.

## Foto's

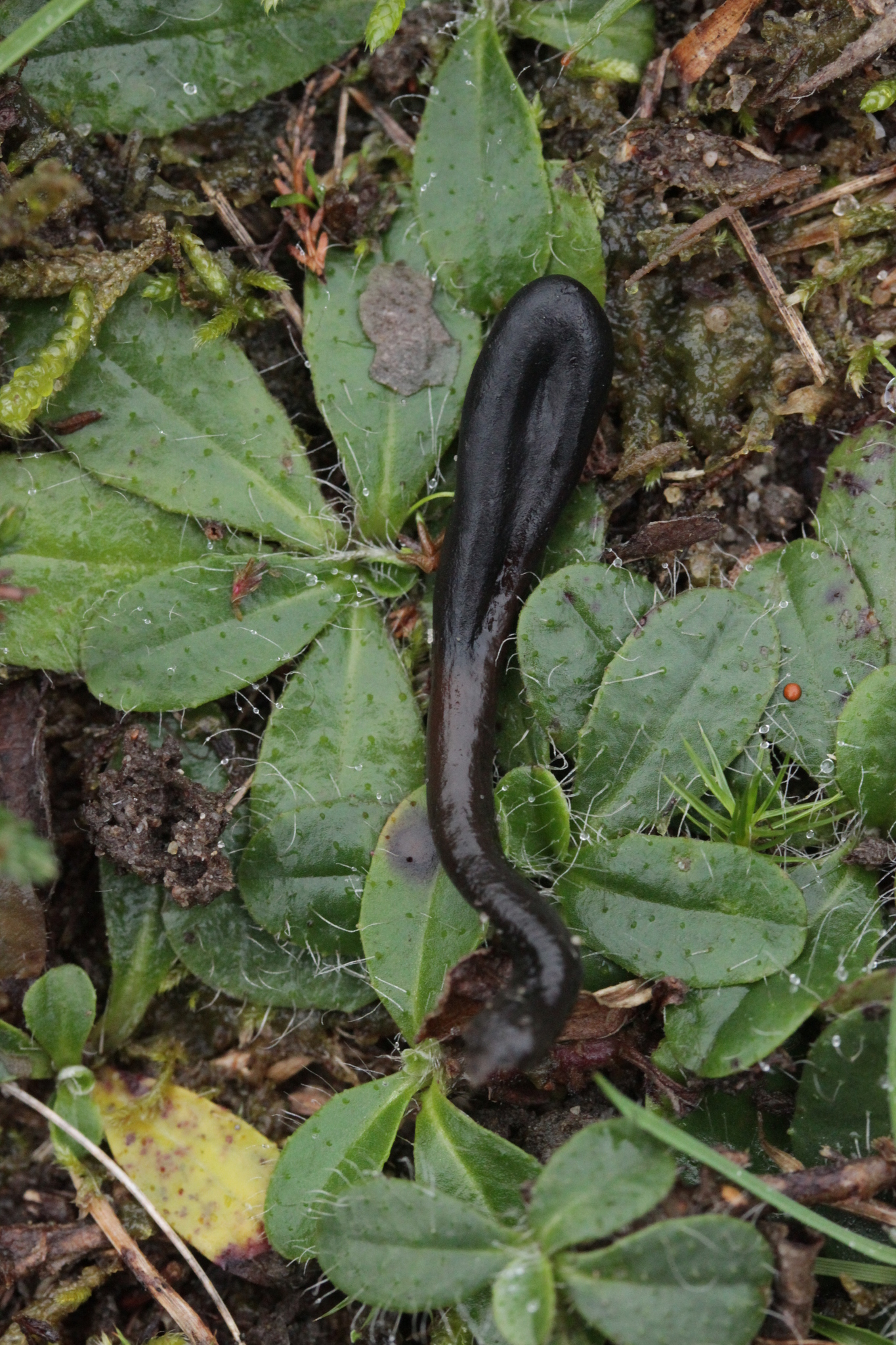
Zijaanzicht van vructlichaam
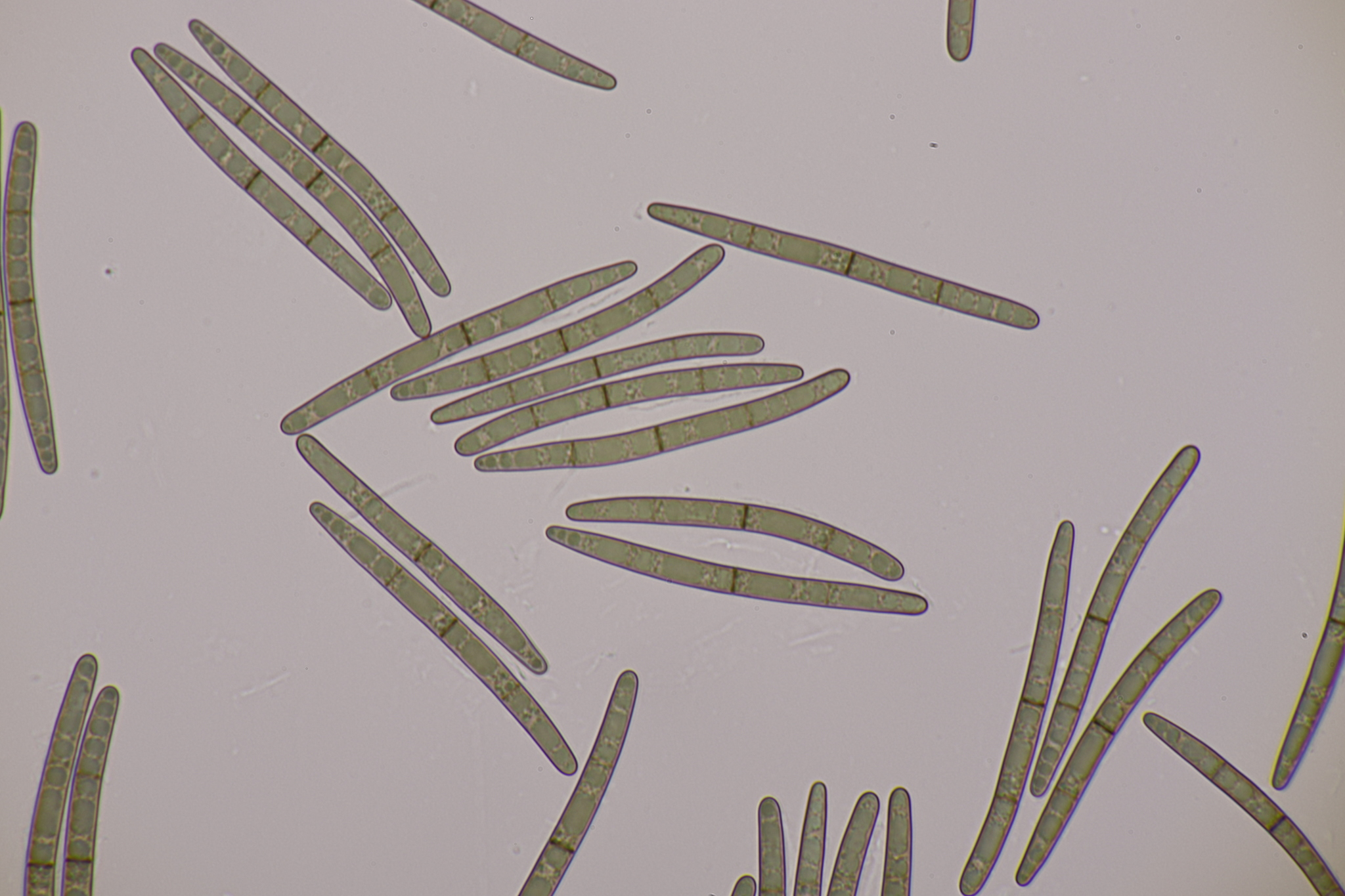
Sporen
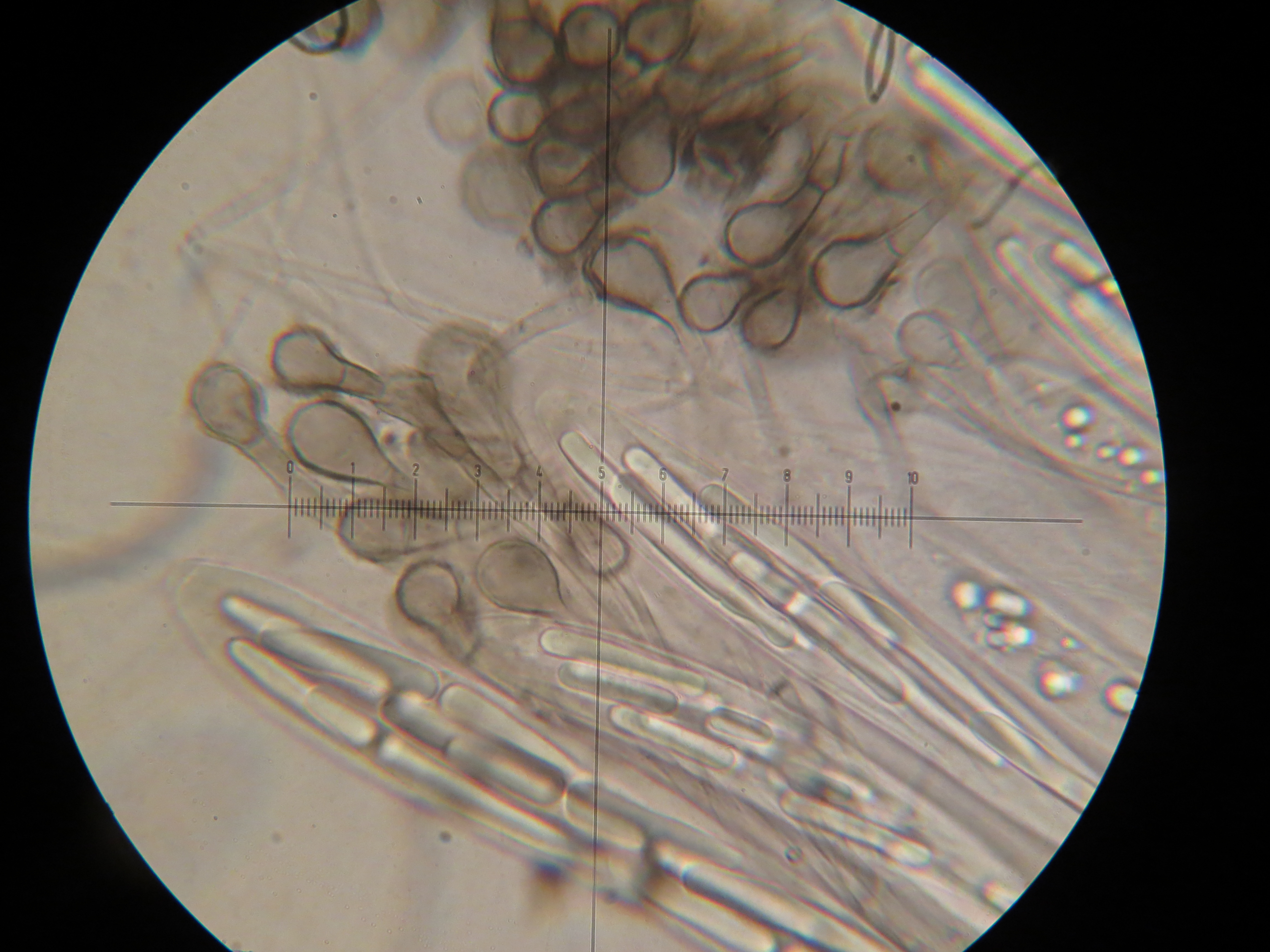
Peervormige parafysen en asci